# Stenelo (figlio di Capaneo)
Stenelo (in greco antico: Σθένελος?, Sthénelos) è un personaggio della mitologia greca. Fu Re di Argo.

## Genealogia
Figlio di Capaneo e di Evadne ebbe i figli Comete e Cilarabe.

## Mitologia
Fu uno degli Epigoni che presero parte alla seconda spedizione contro Tebe. 
Partecipò anche alla guerra di Troia come auriga di Diomede. Secondo il V canto dell'Iliade, Diomede uccise Pandaro e ferì Enea, che cadde svenuto. Su ordine di Diomede, Stenelo rubò quindi i valenti cavalli di Enea, discendenti dei cavalli offerti da Zeus a Troo. Secondo l'Eneide, Stenelo fu tra i guerrieri che si nascosero nel cavallo di legno. Alla caduta di Troia, fece ritorno nella sua terra.